# Element Casimir
En matemàtiques, un element Casimir (també conegut com a invariant de Casimir o operador de Casimir) és un element distingit del centre de l'àlgebra d'envoltant universal d'una àlgebra de Lie. Un exemple prototípic és l'operador de moment angular quadrat, que és un element Casimir del grup de rotació tridimensional.
De manera més general, els elements de Casimir es poden utilitzar per referir-se a qualsevol element del centre de l'àlgebra envoltant universal. Se sap que l'àlgebra d'aquests elements és isomòrfica a una àlgebra polinomial a través de l'isomorfisme de Harish-Chandra.
L'element Casimir rep el nom d'Hendrik Casimir, que els va identificar en la seva descripció de la dinàmica del cos rígid el 1931.

## Definició
L'invariant de Casimir més utilitzat és l'invariant quadràtic. És el més senzill de definir, i així es dóna primer. Tanmateix, també es pot tenir invariants de Casimir d'ordre superior, que corresponen a polinomis simètrics homogenis d'ordre superior.

### Element quadràtic Casimir
Sigui {\displaystyle {\mathfrak {g}}} un {\displaystyle n} -dimensional àlgebra de Lie. Sigui B una forma bilineal no degenerada a {\displaystyle {\mathfrak {g}}} que és invariant sota l'acció adjunta de {\displaystyle {\mathfrak {g}}} sobre si mateix, és a dir {\displaystyle B(\operatorname {ad} _{X}Y,Z)+B(Y,\operatorname {ad} _{X}Z)=0} per a tots els X, Y, Z in {\displaystyle {\mathfrak {g}}}. (L'elecció més típica de B és la forma Killing si {\displaystyle {\mathfrak {g}}} és semisimple). Sigui
{\displaystyle \{X_{i}\}_{i=1}^{n}}
una base qualsevol de {\displaystyle {\mathfrak {g}}}, i
{\displaystyle \{X^{i}\}_{i=1}^{n}}
la doble base de {\displaystyle {\mathfrak {g}}} respecte a B. L'element Casimir {\displaystyle \Omega } perquè B és l'element de l'àlgebra envoltant universal {\displaystyle U({\mathfrak {g}})} donat per la fórmula
{\displaystyle \Omega =\sum _{i=1}^{n}X_{i}X^{i}.}
Encara que la definició es basa en una elecció de la base per a l'àlgebra de Lie, és fàcil demostrar que Ω és independent d'aquesta elecció. D'altra banda, Ω depèn de la forma bilineal B. La invariància de B implica que l'element Casimir es comunica amb tots els elements de l'àlgebra de Lie {\displaystyle {\mathfrak {g}}} i, per tant, es troba al centre de l'àlgebra envoltant universal {\displaystyle U({\mathfrak {g}})}.

### Casimir quadràtic invariant d'una representació lineal i d'una acció suau
Donada una representació ρ de {\displaystyle {\mathfrak {g}}} en un espai vectorial V, possiblement de dimensions infinites, l'invariant de Casimir de ρ es defineix com a ρ(Ω), l'operador lineal de V donat per la fórmula
{\displaystyle \rho (\Omega )=\sum _{i=1}^{n}\rho (X_{i})\rho (X^{i}).}
Una forma específica d'aquesta construcció té un paper important en la geometria diferencial i l'anàlisi global. Suposem que un grup de Lie G connectat amb àlgebra de Lie {\displaystyle {\mathfrak {g}}} actua sobre una varietat diferenciable M. Considereu la representació corresponent ρ de G a l'espai de funcions suaus sobre M. Aleshores, elements de {\displaystyle {\mathfrak {g}}} es representen per operadors diferencials de primer ordre a M. En aquesta situació, l'invariant de Casimir de ρ és l'operador diferencial de segon ordre G-invariant a M definit per la fórmula anterior.
Especialitzant-nos més, si succeeix que M té una mètrica riemanniana sobre la qual G actua transitivament per isometries, i el subgrup estabilitzador Gx d'un punt actua de manera irreductible sobre l'espai tangent de M en x, aleshores l'invariant de Casimir de ρ és un múltiple escalar. de l'operador laplacià procedent de la mètrica.
També es poden definir invariants de Casimir més generals, que es produeixen habitualment en l'estudi dels operadors pseudo-diferencials en la teoria de Fredholm.

## Propietats

### Unicitat de l'element quadràtic Casimir
Com que per a una àlgebra de Lie simple cada forma bilineal invariant és múltiple de la forma Killing, l'element Casimir corresponent es defineix de manera única fins a una constant. Per a una àlgebra de Lie semisimple general, l'espai de les formes bilineals invariants té un vector base per a cada component simple i, per tant, el mateix és cert per a l'espai dels operadors de Casimir corresponents.

### Relació amb el Laplacià sobreG
Si {\displaystyle G} és un grup de Lie amb àlgebra de Lie {\displaystyle {\mathfrak {g}}}, l'elecció d'una forma bilineal invariant no degenerada a {\displaystyle {\mathfrak {g}}} correspon a una elecció de mètrica riemanniana bi-invariant {\displaystyle G}. A continuació, sota la identificació de l'àlgebra d'envoltant universal de {\displaystyle {\mathfrak {g}}} amb els operadors diferencials invariants esquerre activats {\displaystyle G}, l'element Casimir de la forma bilineal on {\displaystyle {\mathfrak {g}}} mapes al Laplacià de {\displaystyle G} (respecte a la mètrica bi-invariant corresponent).

### Elements de Casimir i teoria de la representació
Segons el teorema de Racah, per a una àlgebra de Lie semisimple, la dimensió del centre de l'àlgebra d'embolcall universal és igual al seu rang. L'operador Casimir dóna el concepte de laplacià sobre un grup de Lie semisimple general; però no hi ha cap anàleg únic del laplacià, per a rang > 1.

## Exemples

### Cas desl(2)
L'àlgebra de Lie {\displaystyle {\mathfrak {sl}}_{2}(\mathbb {C} )} consta de matrius complexes de dues per dues amb traça zero. Hi ha tres elements bàsics estàndard, {\displaystyle e}, {\displaystyle f}, i {\displaystyle h}, amb
{\displaystyle {\begin{aligned}e&={\begin{bmatrix}0&1\\0&0\end{bmatrix}},&f&={\begin{bmatrix}0&0\\1&0\end{bmatrix}},&h&={\begin{bmatrix}1&0\\0&-1\end{bmatrix}}.\end{aligned}}}
Els commutadors ho són
{\displaystyle {\begin{aligned}[][e,f]&=h,&[h,f]&=-2f,&[h,e]&=2e.\end{aligned}}}
Es pot demostrar que l'element Casimir és
{\displaystyle \Omega =ef+fe+{\frac {1}{2}}h^{2}={\frac {1}{2}}h^{2}+h+2fe={\frac {3}{2}}I_{2}.}